# Mesovario
Nell'anatomia femminile il mesovario è il doppio foglietto peritoneale che si inserisce all'ovaio.

## Anatomia
Il mesovario deriva dal foglietto posteriore del legamento largo (rappresentando quindi la porzione centrale dell'ala posteriore dello stesso legamento), che si unisce al margine anteriore dell'ovaio in corrispondenza della linea di Farre-Waldeyer e si continua nel suo epitelio di rivestimento (talvolta definito germinativo). Il meso definisce quindi i margini laterali dell'ilo dell'organo, il quale è raggiunto dall'arteria e vena ovarica attraverso il legamento sospensore dell'ovaio, oltre che da altre strutture vascolari (ramo ovarico dell'arteria uterina), linfoidi e nervose.